# Indiai vadgesztenye
Az indiai vadgesztenye (Aesculus indica) a szappanfafélék (Sapindaceae) családjában a vadgesztenye (Aesculus) nemzetség egyik Ázsiai faja.
A közönséges vadgesztenyénél később virágzik.

## Származása, élőhelye
ÉNy-Himalája, erdők, árnyas völgyek.

## Leírása
Terebélyes, oszlopos, 30 m magasra növő lombhullató fafaj. A kéreg szürke és sima. A levelei tenyeresek, többnyire 7, ritkán 5 visszástojásdad, 25 cm hosszú, finoman fogazott, fényes, sötétzöld levélkéből összetettek. A rövid nyelű levélkék a csúcsuk felé elkeskenyednek, rövid hegyben végződnek. Lombfakadáskor bronzszínűek, ősszel sárgára, narancssárgásra színeződnek.
A virágai fehérek, rózsásak, sárgán majd pirosan pettyezettek, hosszan kinyúló porzóik vannak. Felálló, 30 cm-es kúpos bugáik nyár közepén nyílnak. A termése körte alakú, pikkelyes, barna, vaskos kocsányú, hárommagvú tok.

## Képek

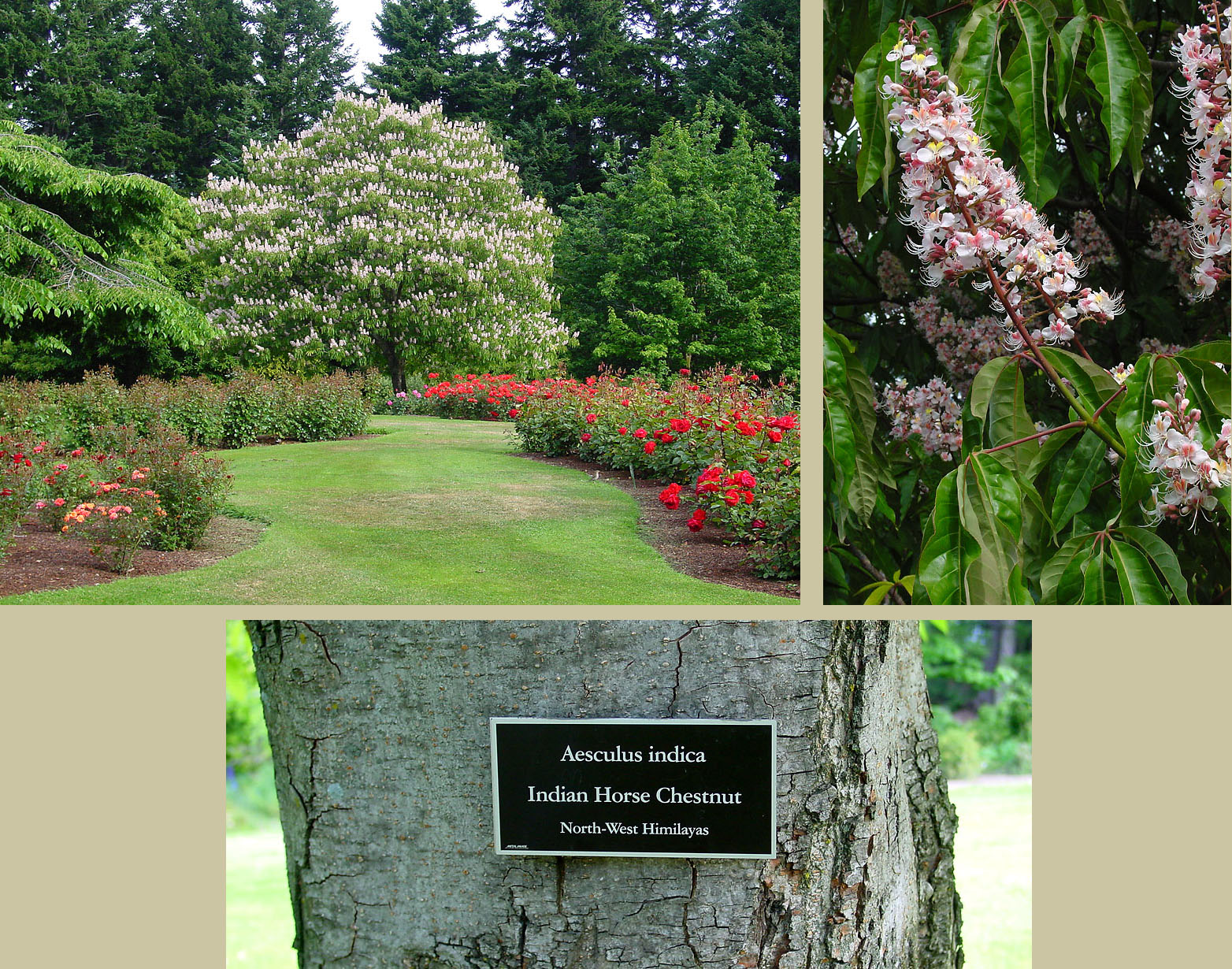
Kérge és habitusa
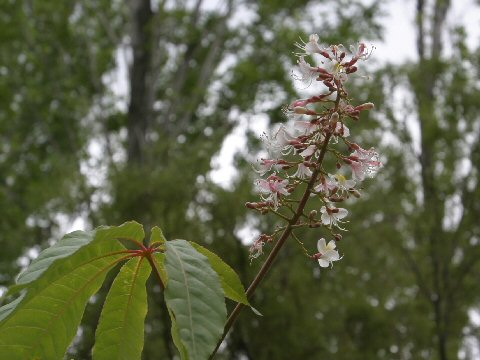
Levele
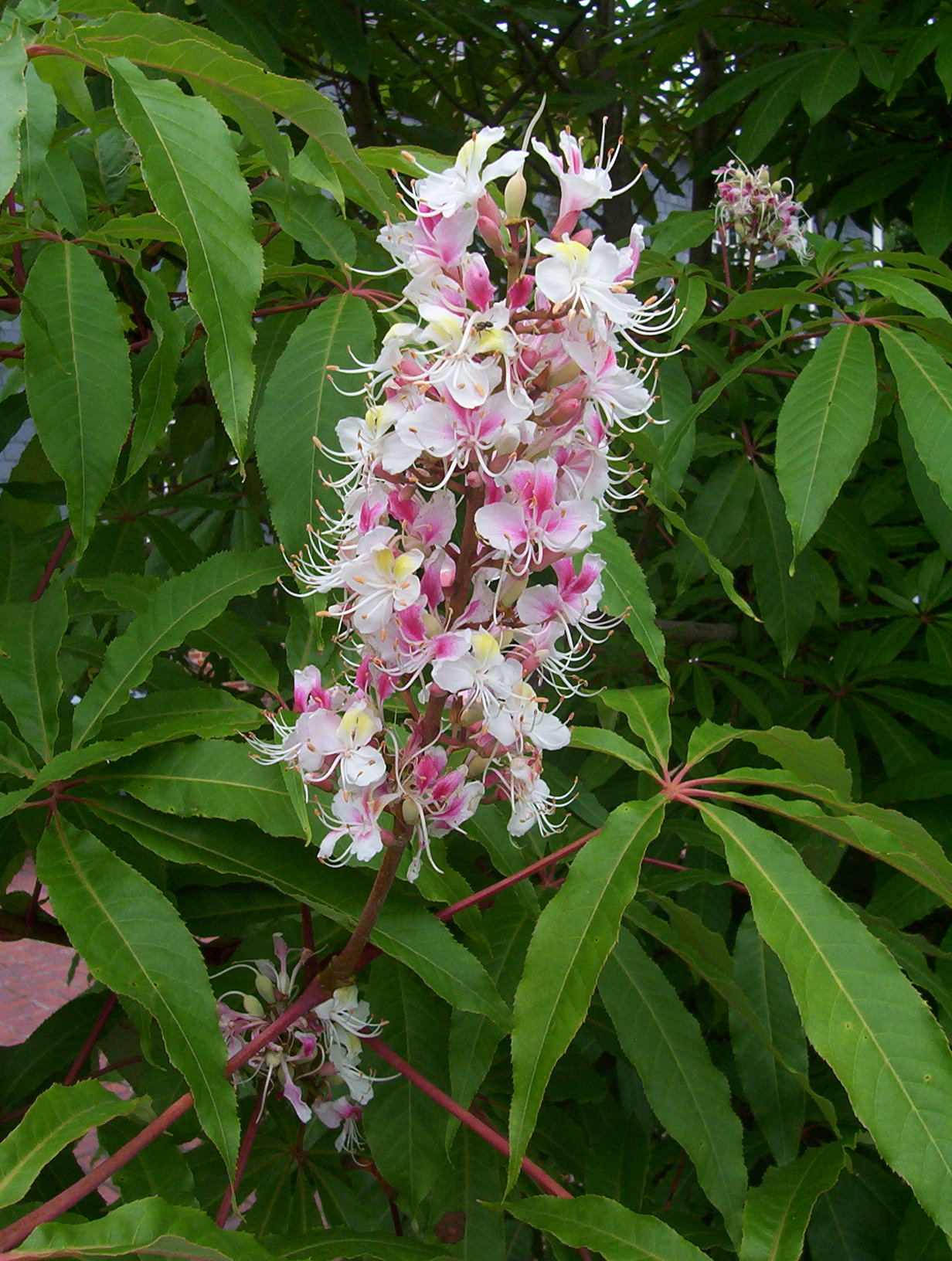
Virágzata
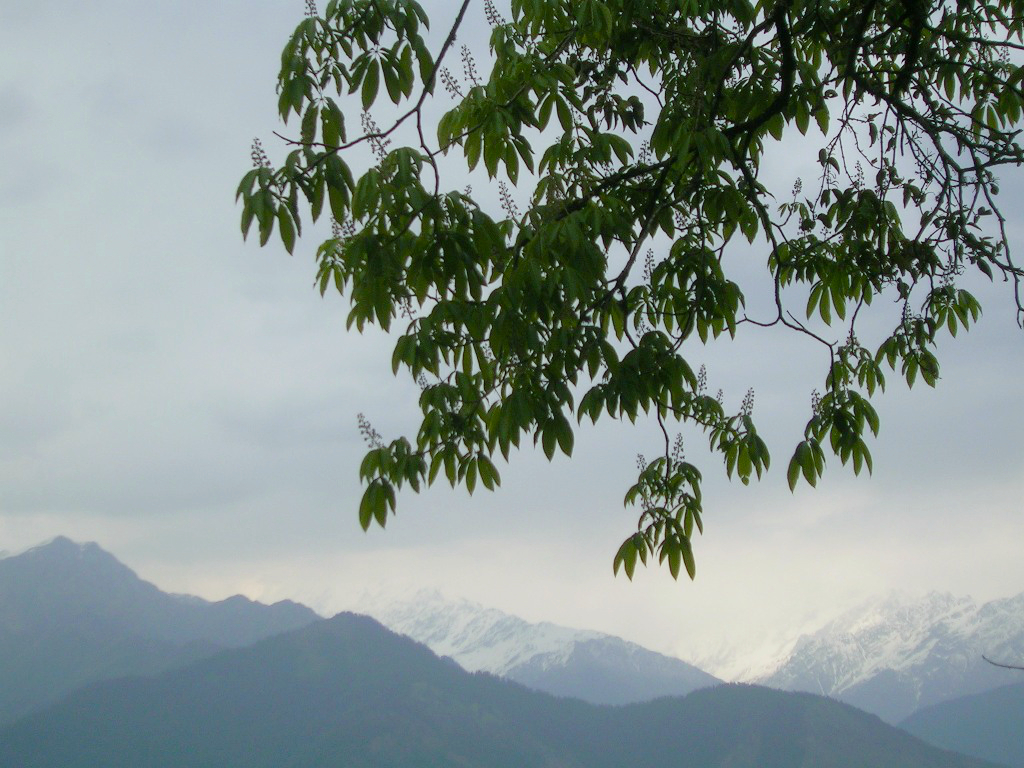
Termőhelyén